# Stød
De stød, in het Nederlands ook wel "stoot" genoemd, is een verschijnsel in de uitspraak van het Deens waarbij de stembanden plotseling (gedeeltelijk) worden dichtgeklapt. In lichtere vorm klinkt het meer als een kraak of onregelmatigheid in de stem.

## Basis
Men kan uit de spelling van het Deens niet afleiden wanneer een stød uitgesproken moet worden; dit moet per woord geleerd woorden. De stød wordt binnen de fonologie meestal aangegeven met behulp van een apostrof, evenals in de voorbeelden hieronder. Wél is het mogelijk om te zien of een woord in de uitspraak een stød kan krijgen. Hiervoor moet er eerst een stødbasis zijn.
Een stødbasis kan worden gevormd als een woord een stemhebbende medeklinker of een lange klinker heeft.
Dit betekent dat het woord "kat" (= kat) geen stoot kan hebben. De k en de t zijn namelijk stemloos en de a is kort. 
Verder valt de stød samen met de klemtoon in een woord of zin. In de zin "Han fald'er." (= Hij valt) krijgt "falder" de klemtoon en een stød op de plaats van de apostrof, terwijl in de zin "Han falder om" de klemtoon, en dus de stoot ook, op "om" valt.

## Betekenisonderscheidend
De stød is binnen de uitspraak van het Deens een betekenisonderscheidend element. De volgende woordenparen klinken hetzelfde, maar worden onderscheiden door de stød:
- noget (iets) - nå'et (bereikt),
- mig (mij) - maj' (mei)
- hej (hoi) - haj' (haai)
- man (men) - man'd (man)
- hun (zij) - hun'd (hond)

## Verspreiding
Niet in alle Deense dialecten komt de stød voor en niet in alle dialecten wordt hij op dezelfde plaats uitgesproken. De dialecten van Zuid-Jutland, Zuid Funen en Zuid Seeland en Bornholm hebben geen stød.

## Oorsprong
Er bestaat een verband tussen de stød in het Deens en de toonaccenten van het Noors en Zweeds. Wanneer een woord een stød heeft in het Deens, krijgt hetzelfde woord in het Noors en Zweeds accent 1, ofwel het acuut accent. Krijgt een woord in het Deens geen stoot, dan krijgt hetzelfde woord in het Noors en Zweeds accent 2. Onderzoekers hebben zich hiermee lang beziggehouden. Waarschijnlijk is de Deense stoot een latere ontwikkeling van de toonaccenten in het Noors en Zweeds. Zeker is dit echter niet.